# HTTP 502
L'erreur 502 Bad Gateway est un code d'état HTTP qui se produit lorsqu'un serveur agissant en tant que passerelle ou proxy reçoit une réponse invalide ou défectueuse d'un autre serveur de la chaîne de communication. Cette erreur indique un problème de communication entre les serveurs concernés. Comme pour les autres codes HTTP commençant par le chiffre 5, il s'agit d'un problème concernant le côté serveur et le client ne peut généralement rien faire pour le résoudre.

## Spécification
L'erreur 502 Bad Gateway est définie dans la spécification RFC 7231.